# 畢明
畢明（英語：Elaine Chow），香港廣告人、多媒體創作人、影評人、美食專家。畢明早年畢業於嘉諾撒聖心書院，及後赴加拿大繼續學業，畢業於加拿大約克大學傳理系和心理學系。九十年代回港後曾任職著名國際廣告公司，作品有百佳黃老太，匯豐銀行廣告等。畢明同時先後在《電影雙周刊》、《明報周刊》及《經濟日報》撰寫影評超過20年。受黎智英青睞，招攬為蘋果日報創作總監, 在壹傳媒工作近7年。近年，畢明亦曾為何韻詩創作「十八種香港」企劃。畢明文章內容豐富，包括電影、廣告、文化、潮流、美食、健康生活等，文章曾見於《AM730》 、《蘋果日報》，現主持立場新聞網上節目「活姣啲」。2021年在台灣結婚，並在加拿大和台灣兩地居住。

## 作品

### 書籍
- 《廣告死未》(2016年)
- 《電影未死- 101部好好戲》(2005年)
- 《對得起自己和時代》(2016年7月)

### 影評文章
- 曾見於《AM730》[2]、《蘋果日報》、《香港01》